# Vicky Hartzler
 Vicky Jo Hartzler (née Zellmer, 13 de octubre de 1960) es una política estadounidense. Desde 2011 se desempeña como diputada en el congreso de los Estados Unidos representando al 4.o distrito de Misuri. Es miembro del Partido Republicano y anteriormente se había desempeñado como representante del Estado de Misuri por el distrito 124 entre 1995 y 2000.
El distrito que representa comprende una parte importante de la franja centro-oeste del estado de Misuri. Esta anclado en Columbia e incluye a los suburbios del este y sur de Kansas City, además de una pequeña porción de la ciudad de Kansas. El distrito también incluye las ciudades de Sedalia, Warrensburg, Moberly y Lebanon. También incluye Ft. Leonard Wood en el condado de Pulaski y la Base de la Fuerza Aérea Whiteman en Knob Noster, así como a Universidad de Misuri (Mizzou).

## Educación y primeros años
Hartzler se crio en una granja cerca de Archie, una comunidad rural al sur de la ciudad de Kansas. Estudió en la Universidad de Misuri, donde se graduó summa cum laude con una licenciatura en educación. También asistió a la Universidad de Misuri Central, donde obtuvo una maestría en educación.

## Legislatura de Misuri
Antes de postularse a la legislatura del estado de Misuri en 1994, Hartzler enseñó economía doméstica en secundaria durante 11 años.
Sus logros como legisladora incluyen haber liderado un proyecto de ley que facilita el proceso de adopción. Hartzler abandonó la Cámara de Representantes de Misuri en 2000, después de adoptar una hija pequeña. En 2004, después de abandonar la Asamblea General de Misuri, Hartzler se desempeñó como portavoz estatal de la Coalición para la Protección del Matrimonio, que apoyó la prohibición de los matrimonios entre personas del mismo sexo en el estado de Misuri. También se opuso a que la Asamblea de Misuri ratificara la Enmienda de Igualdad de Derechos ("No quiero que se use a las mujeres para aprobar una agenda liberal"). El gobernador republicano Matt Blunt la nombró presidente del Consejo de Mujeres de Misuri en 2005, donde sirvió por dos años.

## Cámara de diputados de los Estados Unidos

### 2010
Después de casi una década fuera de la política, Hartzler fue candidata en las primarias republicanas para el cuarto distrito de Misuri, que había estado en manos del demócrata Ike Skelton durante 17 períodos legislativos. Ganó las primarias con el 40 por ciento de los votos. 
Hartzler obtuvo el 50,43 % de los votos en las elecciones generales del 2 de noviembre de 2010. Es la primera republicana en representar al distrito desde 1955, siendo solo la segunda desde la Gran Depresión. También fue la segunda mujer republicana elegida para el Congreso por el estado de Misuri. La primera había sido Jo Ann Emerson, quien sirvió de 2011 a 2013. Sin embargo, es la primera que no fue elegida como suplente de su esposo; Emerson había sido elegida originalmente para terminar el mandato de su marido, Bill Emerson, que murió en el cargo. Los republicanos llevaban algún tiempo haciendo avances en el distrito: John McCain obtuvo el 62 % de los votos en 2008, mientras que Skelton fue reelecto y los demócratas obtuvieron la mayoría de los escaños del distrito en la legislatura estatal. Hartzler ganó principalmente con los votos en las áreas rurales del distrito. 
La campaña de Hartzler tuvo una plataforma conservadora, apoyando a recortes de impuestos y del gasto público. Además, se opuso al aborto y al matrimonio entre personas del mismo sexo.

### 2012
Al redibujar los distritos después del censo de 2010, los condados de Cole, Lafayette, Ray y Saline fueron eliminados, incluido el distrito donde vivía Skelton. El distrito también perdió parte de los condados de Jackson y Webster. En vez, el distrito recogió los condados de Boone, Cooper, Howard y Randolph, parte del condado de Audrain y lo que le faltaba del condado de Cass. El distrito ahora incluye la parte del condado de Cass perteneciente a la ciudad de Kansas. El nuevo mapa también aumentó la presencia del distrito en el condado de Camden.[cita requerida]
En su primera campaña en el nuevo distrito, Hartzler ganó fácilmente las primarias republicanas, obteniendo el 84 % de los votos contra Bernie Mowinski y ganó cómodamente las elecciones generales obteniendo el 60.3 % de los votos contra la fiscal de la fiscalía demócrata del condado de Cass, Teresa Hensley.[cita requerida]

### 2014
Hartzler obtuvo casi el 75 % de los votos del partido en las primarias republicanas contra John Webb, ganando fácilmente las elecciones legislativas con un margen de más de dos a uno.[cita requerida]

### 2016
Hartzler obtuvo el 72 % de los votos del partido en las primarias republicanas, nuevamente contra John Webb. Luego ganó las elecciones generales con un margen de más de dos a uno. 

### Comisiones
- Comisión de agricultura
  - Subcomisión de Nutrición de la Cámara de Diputados de los Estados Unidos
  - Subcomisión de Agricultura de la Cámara de Diputados de los Estados Unidos sobre Ganadería y Agricultura Extranjera
- Comisión de las fuerzas armadas
  - Subcomisión de Supervisión e Investigaciones de las Fuerzas Armadas de la Cámara de Diputados de los Estados Unidos
  - Presidente de la Subcomisión de Supervisión e Investigaciones
  - Subcomisión de Fuerzas Marítimas y Fuerzas de Proyección
  - Subcomisión de "Readiness"

En octubre de 2015, Hartzler fue nombrada al Panel Selecto de Investigación sobre Planned Parenthood.

### Asambleas
- Asamblea de Investigaciones del Partido Republicano[10]
- Asamblea del Tea Party
- Asamblea de Fortalecimiento del Congreso
- Asamblea de Medicina Veterinaria[11]
- Asamblea Internacional de Conservación del Congreso de los Estados Unidos[12]

### Controversias
Hartzler enfrenta una denuncia por presuntamente haber violado las reglas de ética del Congreso al tuitear una imagen que promociona los productos de Case IH, que son fabricados por el negocio personal de Hartzler, Heartland Tractor Company, desde su cuenta del Congreso.

## Políticas

### Legalización del aborto
Hartzler se opone abiertamente al aborto. Desde de enero de 2020 es uno de los 207 miembros del congreso que le pidió a la corte suprema que considerara anular a Roe V. Wade.

### Derechos LGBT+
Hartzler se opone firmemente al matrimonio entre personas del mismo sexo, las uniones civiles y los derechos para parejas domésticas. También se opone a prohibir la discriminación basada en orientación sexual o identidad de género. En 2019, Hartzler expresó oposición a la Ley de Igualdad. También se opone a permitir que las personas transgénero sirvan en el ejército. También se opone a darle mayores derechos a los transexuales. 

### Ejército
El 29 de junio de 2017, Hartzler se opuso a permitir que ciudadanos transgénero sirvieran en las fuerzas armadas de los EE. UU. y propuso una enmienda a la Ley de Autorización de Defensa Nacional que revertía la política de la administración Obama que permitía a los estadounidenses transgénero servir en los servicios armados. La enmienda de Hartzler fue rechazada por 209 votos contra 214, pero posteriormente Trump anunció que prohibiría a las personas transgénero servir en el ejército de los Estados Unidos; Hartzler dijo que estaba "muy contenta" con la decisión.

### Mujer
Hartzler votó en contra de la renovación de la Ley de Violencia Contra la Mujer.

### Obama
En una reunión del ayuntamiento en Misuri el 5 de abril de 2012, Hartzler declaró tener dudas sobre el certificado de nacimiento del presidente Barack Obama.

### Salud
Hartzler es una firme opositora a Obamacare, defendiendo la Ley de Atención Médica de los Estados Unidos (Medicaid).

### Agricultura
En septiembre de 2013, Hartzler votó a favor de una reducción de $ 39 mil millones para los beneficiarios del Programa de Asistencia Nutricional Suplementaria (SNAP) (también conocido como "cupones de alimentos"). Por primera vez en tres décadas, este proyecto de ley fue separado de los subsidios agrícolas, que fueron incrementados. En 2018, Hartzler volvió a apoyar un proyecto de ley de subsidios agrícolas.

### Medio Ambiente
Hartzler rechaza el consenso científico sobre el cambio climático. El 18 de noviembre de 2014, durante la peor ola de frío que sufrieron los EE. UU. desde 1976, Hartzler hizo una broma sobre el cambio climático en Twitter. "¡El calentamiento global golpea a los Estados Unidos! Brrrr!" El Washington Post refutó el comentario en detalle, y informó que su distrito en Missouri se encuentra entre las áreas más afectadas por el cambio climático en los Estados Unidos.
Votó a favor de la construcción del oleoducto Keystone XL en las tierras indígenas protegidas por el gobierno federal.

### Israel
Durante un viaje a Israel en febrero de 2016, Hartzler expresó su apoyo al país y declaró que creía que "nuestro país ha sido bendecido porque hemos sido una bendición para Israel".

### Inmigración
En enero de 2017, Hartzler le dio su apoyo a la política del presidente Donald J Trump de prohibir la inmigración de siete países musulmanes y detuvo el programa de refugiados de Estados Unidos durante 120 días. En su declaración, Hartzler estableció equivalencia entre la orden ejecutiva de Trump y la política de Obama de 2011 que desaceleró la inmigración de Irak al decir que eran "similares".
En febrero de 2017, Hartzler apoyó que Trump retrocediera con la Ley de Reforma y Protección al Consumidor de Dodd-Frank Wall Street.

### Armas
Hartzler se opone a todo tipo de control de armas y aboga por leyes de propiedad de armas más flexibles. Es una firme defensora de la Segunda Enmienda.

## Vida privada
Hartzler vive en una granja cerca de Harrisonville con su familia. Según el Kansas City Star, la granja de su familia ha sido uno de los mayores beneficiarios de los subsidios agrícolas federales entre los miembros del Congreso, recibiendo $ 995,498 entre 1995 y 2016. 

## Obras
- Vicky Hartzler es autora del libro Running God's Way, publicado por Pleasant Word (una división de la ya desaparecida WinePress Publishing; 13 de diciembre de 2007); ISBN 978-1-4141-1124-7